# جون أوينز (مدرب كرة قدم)
جون أوينز (بالإنجليزية: John Owens)‏ هو مدرب كرة قدم بريطاني، ولد في 1966 في Loughinisland ‏ في المملكة المتحدة.